# The Pandorica Opens
"The Pandorica Opens" (intitulado "A Pandorica se Abre" no Brasil) é o décimo segundo episódio da quinta temporada da série de ficção científica britânica Doctor Who, transmitido originalmente através da BBC One e BBC HD em 12 de junho de 2010. É a primeira parte do season finale da temporada, sendo concluído em "The Big Bang". Ambos foram escritos por Steven Moffat e dirigidos por Toby Haynes.
No episódio, a misteriosa personagem River Song (Alex Kingston) convoca o alienígena viajante do tempo conhecido como o Doutor (Matt Smith) e sua acompanhante Amy Pond (Karen Gillan) para a Grã-Bretanha romana em 102 d.C., onde sob Stonehenge fica uma lendária prisão chamada Pandorica, a qual lendas contam que contém o ser mais temível de todo o universo. No entanto, é descoberto que o Doutor foi colocado em uma armadilha por uma aliança de seus maiores inimigos para salvar o universo das rachaduras no tempo que foram causadas pela nave espaço-temporal dele, a TARDIS. O noivo de Amy, Rory (Arthur Darvill), que já havia sido apagado da existência por uma das fendas do universo, retorna, embora seja revelado que ele é uma duplicata Auton com sua consciência.
Moffat queria que o episódio fosse "grande" e "louco". As filmagens foram feitas no Stonehenge real e em uma réplica no início de fevereiro de 2010. O cenário abaixo do local foi o maior construído no Upper Boat Studios e Haynes ajudou a deixar os atores no clima tocando músicas da franquia Indiana Jones. A aliança de inimigos foi a primeira vez que tal montagem foi vista no programa e a equipe de produção fez questão de usar os monstros mais icônicos que possuíam em boas condições. "The Pandorica Opens" foi visto por 7,57 milhões de telespectadores no Reino Unido e recebeu um Índice de Apreciação do público de 88. Foi bem recebido pela crítica e as duas partes da história ganharam o Prêmio Hugo de 2011 de Melhor Apresentação Dramática (Forma Curta).

## Enredo
O Doutor e Amy, seguindo uma mensagem de River Song, chegam à Grã-Bretanha romana em 102 d.C. River mostra ao Doutor uma pintura de Vincent van Gogh que ela recuperou intitulada "The Pandorica Opens", que retrata a TARDIS explodindo. Ele percebe que a Pandorica, uma lendária prisão para o ser mais mortal do universo, deve ser armazenada em um local memorável próximo à suas coordenadas: Stonehenge.
Abaixo do local, o Doutor, Amy e River encontram a Pandorica. Ao examiná-la, Amy confronta o Doutor sobre um anel de noivado que ela havia encontrado anteriormente no bolso de sua jaqueta e pelo qual sente um forte apego emocional. River avisa o Doutor que "tudo que já o odiou" está sendo atraído para a Pandorica e ele é auxiliado por um grupo voluntário de legionários romanos; o centurião encarregado deles é o noivo de Amy, Rory. Nem ele e nem o Doutor podem explicar a presença dele, pois foi consumido por uma fenda no universo e apagado da existência.
O Doutor pede que River leve a TARDIS para Stonehenge enquanto ele, Amy, Rory e os legionários se preparam. Quando ela tenta usar a nave, uma força externa assume o controle e a pilota até a casa de Amy nos dias atuais, que foi invadida. No quarto dela, River encontra um livro de histórias sobre a caixa de Pandora e um livro infantil sobre a Grã-Bretanha romana. River comunica isso ao Doutor, avisando-o que a Pandorica deve ser uma armadilha, criada a partir das memórias de Amy. Percebendo que River está no início da explosão de energia que causou as rachaduras no universo, o Doutor a avisa para sair imediatamente, mas ela se encontra novamente presa na TARDIS quando o console de controle central começa a ficar em estado crítico.
Em Stonehenge, o Doutor descobre que os legionários voluntários, incluindo Rory, são Autons, criaturas feitas de plástico, e ele é rapidamente capturado enquanto seus outros inimigos em órbita da Terra se materializam ao seu redor. Acima do solo, enquanto Rory luta para manter sua identidade humana, Amy de repente se lembra dele, mas quando sua identidade Auton emerge, ele atira fatalmente em Amy. Os captores do Doutor revelam que formaram uma aliança para aprisioná-lo na Pandorica. Sabendo que a explosão da TARDIS causaria as rachaduras que destruiriam a realidade, eles acreditam que apenas o Doutor pode operar a TARDIS, e assim removê-lo evitaria a explosão. À medida que o Doutor é selado, todas as estrelas no céu se transformam em supernovas.

### Continuidade
No primeiro episódio da temporada, "The Eleventh Hour", o Prisioneiro Zero diz ao Doutor que "O universo está rachado. A Pandorica se abrirá. O silêncio cairá".  A Pandorica também foi mencionada por River em "Flesh and Stone" como a próxima vez que ela o encontraria, e o Doutor a descartou como um conto de fadas. A pintura da explosão da TARDIS passa por vários personagens de episódios anteriores: a pintura é criada por Vincent Van Gogh (Tony Curran) após seu encontro com o Doutor em "Vincent and the Doctor". Ela então é encontrada em 1941 por Winston Churchill (Ian McNeice) e pelo professor Bracewell (Bill Paterson), vistos em "Victory of the Daleks", e River rouba a pintura de Liz Dez (Sophie Okonedo), que apareceu anteriormente em "The Beast Below". A frase recorrente "o silêncio cairá" é explicada na sexta temporada com a introdução da raça e da organização do Silêncio.

## Produção
A leitura do roteiro de "The Pandorica Opens" ocorreu em 13 de janeiro de 2010 no Upper Boat Studios. Tudo começou mais tarde do que o planejado, pois o tempo frio atrasou a chegada de parte do elenco e da equipe técnica. O episódio foi filmado no sexto bloco de produção junto com "The Big Bang". Metade da cena com Liz Dez foi filmada antecipadamente em 22 de outubro de 2009 junto com cenas de "The Beast Below " em um orangerie no Margam Country Park, Port Talbot. A outra metade, com Alex Kingston como River Song, foi filmada em 5 de fevereiro de 2010.

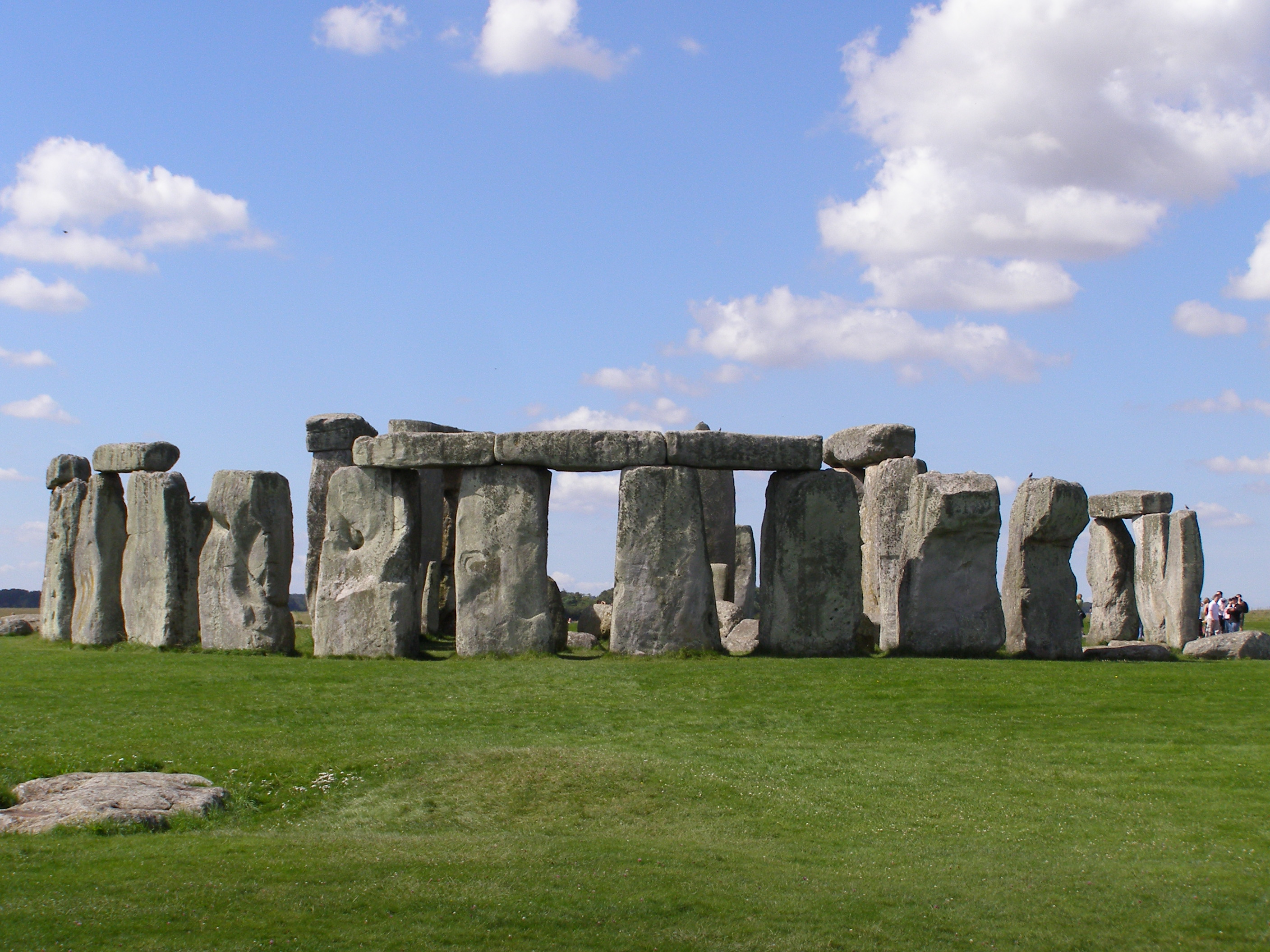
Algumas cenas foram filmadas no verdadeiro Stonehenge em Wiltshire, enquanto outras foram filmadas usando uma réplica em escala menor.

O showrunner e escritor do episódio Steven Moffat queria que fosse "grande" e disse que estaria "o elevando a outro nível, realmente enlouquecendo com isso". A iluminação atmosférica foi adicionada pelo diretor de fotografia Stephan Pehrsson, que queria dar uma sensação de filme. Moffat escolheu o Stonehenge como local principal para o episódio porque o monumento era adequado o suficiente para a queda de alguém tão poderoso quanto o Doutor. As filmagens foram feitas no verdadeiro Stonehenge, em Wiltshire, na noite de 2 de fevereiro de 2010. O elenco e a equipe técnica tiveram que cumprir os regulamentos; não era permitido tocar nas pedras, trazer equipamentos pesados e a iluminação tinha que ser feita a partir do chão. Eles só podiam filmar durante uma noite e passaram a única hora de luz do dia filmando uma sequência de diálogo de três minutos. Isso provou ser um desafio, pois normalmente demorava uma hora e meia para filmar cenas semelhantes. O resto das cenas ambientadas em Stonehenge foram filmadas em uma réplica menor montada no Margam Country Park chamada "Foamhenge" durante quatro noites. O diretor Toby Haynes pensou que eles haviam "estabelecido" Stonehenge no local real e agora poderiam se safar vendo menos dele. O discurso do Doutor para as naves alienígenas foi filmado em 3 de fevereiro, enquanto Rory atirando em Amy foi filmado em 4 de fevereiro. As condições meteorológicas eram muito frias com vento e chuva o que causava dificuldades, pois era difícil se comunicar com o vento. Haynes queria que o discurso do Doutor fosse seu "grande momento de estrela pop" e que parecesse que ele estava se dirigindo a um grande local como o Estádio de Wembley.
O cenário "Underhenge", a câmara abaixo do Stonehenge, foi o maior construído no Upper Boat Studios. Haynes queria que o local parecesse "escura" e "física", com o departamento de arte adicionando teias de aranha e pedras. Como a câmara deveria ser subterrânea e, portanto, não havia luz natural para iluminar os rostos dos atores, Haynes decidiu utilizar tochas alimentadas a gás como fonte de luz; Gillan inicialmente ficou nervoa em trabalhar com os adereços e teve dificuldades com elas. O roteiro referia-se a ele como semelhante a um templo encontrado em Indiana Jones, e Haynes tocou música de Raiders of the Lost Ark composta por John Williams para ajudar os atores a desacelerar enquanto exploravam o cenário. Ele acreditava que isso enfatizaria o clima da cena, bem como a sensação "fantasmagórica" e "assombrada" da câmara. Gillan afirmou que achou a música muito útil.
Para a cena em que o Doutor, Amy e River estão andando a cavalo, os close-ups dos personagens cavalgando foram filmados com os atores sentados em uma sela montada na traseira de um caminhão e agindo como se estivessem andando a cavalo. Gillan chamou isso de "a coisa mais estranha" que ela já havia feito e tinha certeza de que "parecia ridícula". Eles foram filmados fazendo isso enquanto o caminhão dirigia para conseguir o efeito dos campos pelos quais passaram. Foram feitas tomadas amplas de dublês dos três atores montando cavalos de verdade. Esta cena foi filmada em 1 de fevereiro de 2010.
Na conclusão do episódio, uma aliança de muitos dos inimigos do Doutor aparecem: os Daleks, Cybermen, Sontarans, Judoon, Autons, Sycorax, Hoix, Silurianos e Roboformes. A aliança era composta pelos "melhores" trajes e adereços que a equipe de produção ainda tinha em boas condições e pelos monstros mais icônicos da série. Tantos inimigos lado a lado nunca haviam sido vistos juntos no programa antes. O episódio também mostra Amy lutando contra um Cyberman; Gillan afirmou que ela "realmente queria" trabalhar com este monstro icônico. Como o Cyberman guardava a Pandorica há muito tempo, Haynes queria fazê-lo parecer "enferrujado, barulhento e velho" e comparou seu comportamento ao de Frankenstein. O Cyberman foi originalmente interpretado por um amputado com um braço, mas a equipe de produção ficou insatisfeita com o ângulo da câmera e decidiu refazer a cena de um ângulo diferente, mas um ator diferente que tinha os dois braços fez o papel do amputado, que estava indisponível. Foi pensada uma solução simples para cobrir seu braço com uma manga verde feita do mesmo material de uma tela verde, e a sequência final é uma combinação das duas tomadas. O Cyberman é morto por Rory, que não sabe que é um Auton; isso significava que havia algo diferente nele, já que ele normalmente teria entrado em pânico naquela situação. No final do episódio, ele é dominado pelo controle da Consciência Nestene e atira em Amy, o que reflete a crença de Moffat de que todas as boas histórias de amor terminam em tragédia.

## Transmissão e recepção
"The Pandorica Opens" foi transmitido pela primeira vez no Reino Unido na BBC One e BBC HD em 19 de junho de 2010. Pela primeira vez na temporada, o episódio não foi seguido por um pequeno trailer para o episódio seguinte, o último da temporada. No Reino Unido, a avaliação inicial da audiência durante a noite de estreia mostrou que o episódio foi assistido por 5,38 milhões de telespectadores na BBC One, enquanto outros 497 000 assistiram-no na BBC HD, somando um total de 5,88 milhões. Quando a audiência final consolidada foi calculada, os telespectadores aumentaram para 7,57 milhões, dos quais 6,94 milhões foram na BBC One e 635 000 na BBC HD. O episódio recebeu um Índice de Apreciação do público de 88, considerado "excelente", o mais alto da temporada no momento da transmissão, embora este tenha sido posteriormente superado na semana seguinte pela conclusão da temporada.
O episódio foi lançado na Região 2 em DVD e Blu-ray em 6 de setembro de 2010 junto com "Vincent and the Doctor", "The Lodger" e "The Big Bang". Foi então relançado como parte da coleção completa da quinta temporada em 8 de novembro do mesmo ano.

### Recepção critica

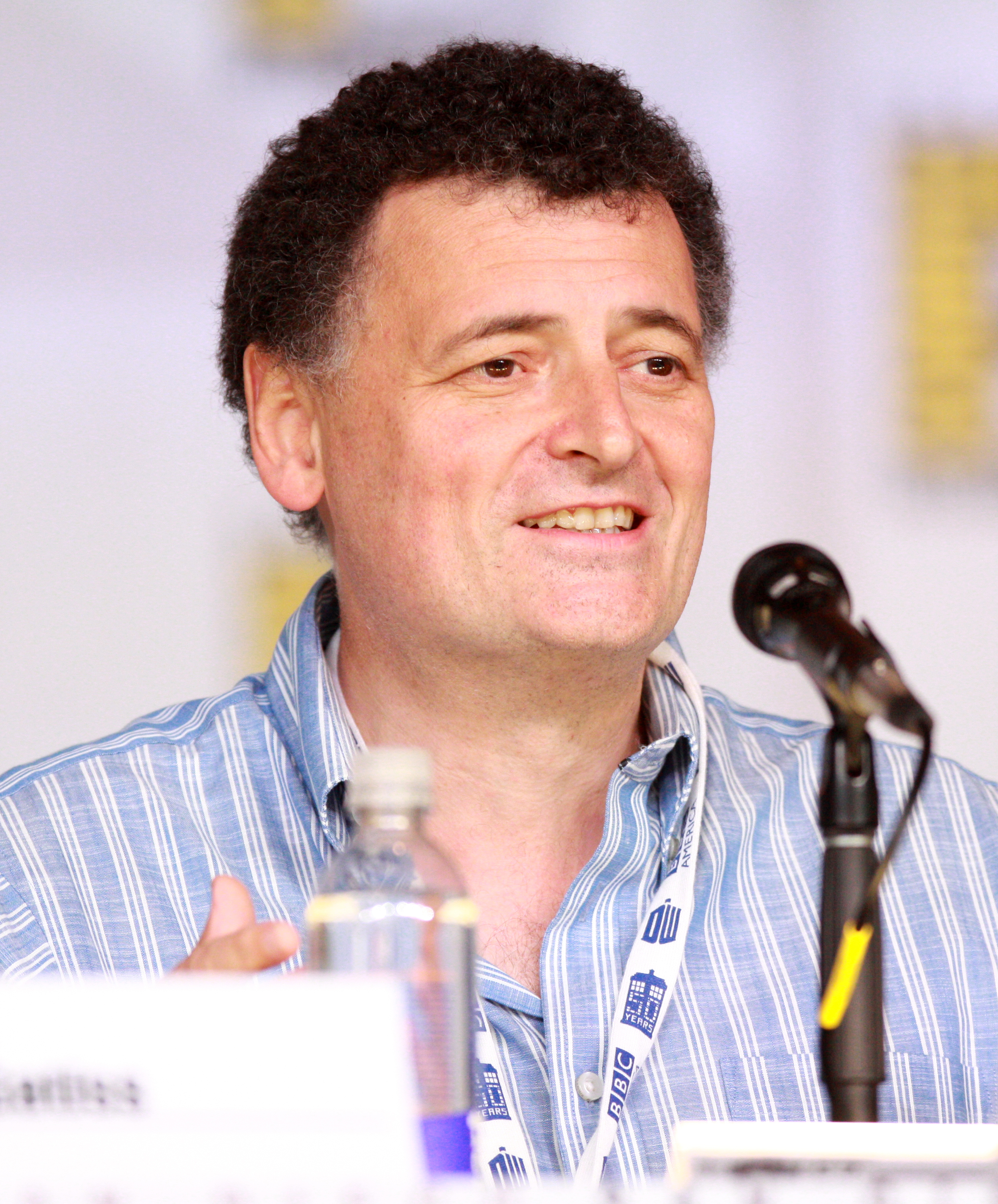
O roteiro de Steven Moffat foi elogiada pelos críticos.

"The Pandorica Opens" recebeu críticas positivas. Dan Martin, do The Guardian, elogiou o escopo cinematográfico e o suspense, chamando-o de "o mais audacioso dos espetáculos". Para ele, tanta coisa aconteceu no episódio que o retorno de Rory parecia "um pequeno ponto da trama", embora acreditasse que era porque o público sabia que isso iria acontecer. Gavin Fuller, escrevendo para o The Daily Telegraph, elogiou-o por trazer um "conto épico e cinematográfico para ficar na memória" que a série "indiscutivelmente carecia", embora ele achasse que a montagem da aliança era "um tanto fanboy da parte de Moffat". Ele também elogiou Smith por "acertar a nota certa" e as revelações no final por serem "genuinamente chocantes". Assim como Martin, ele disse que o retorno de Rory "não foi surpreendente", embora "bem conduzido" e com alguns momentos emocionantes entre ele e Amy.
Patrick Mulkern, da Radio Times, chamou-o de "talvez o Doctor Who mais épico e salivante de todos os tempos" e elogiou os quatro protagonistas e Moffat por "embalar surpresas e montar o quebra-cabeça da temporada com um enredo deslumbrante, ritmo urgente e diálogo incrível". Matt Wales da IGN avaliou o episódio com uma nota 9 de 10, dizendo que "conseguiu incluir um número absurdo de momentos de destaque" e foi "lindamente entregue, se não tão satisfatório quanto outras estreias de duas partes, graças a sua evasão intencional". No entanto, ele pensou que o final em câmera lenta "mergulhou um pouco violentamente no melodrama", embora fosse "difícil culpar aquela bravata e o suspense pessimista".
Richard Edwards, da SFX Magazine, premiou o episódio com cinco de cinco estrelas, elogiando a "reviravolta deliciosa", "ótimas características de personagem" e "cenas comoventes" entre Amy e Rory. Para ele a aliança era "improvável", mas funcionou porque o arco da temporada foi "construído de forma inteligente". Sam McPherson do Zap2it deu um "A+", elogiando-o por ser uma melhoria em relação aos finais das temporadas anteriores. Ele também achou que o uso da aliança foi bem feito, pois os retratava como sendo mais equivocados do que malvados. Keith Phipps, do The A.V. Club, deu ao episódio uma nota "A−", embora expressasse preocupação se a conclusão seria capaz de satisfazer a ambientação.
"The Pandorica Opens", juntamente com sua conclusão, "The Big Bang", recebeu o Prêmio Hugo de 2011 de Melhor Apresentação Dramática (Forma Curta). Esta foi a quinta vez que Doctor Who ganhou o prêmio e a quarta vez que um episódio de Steven Moffat foi o vencedor. The Mill, equipe de efeitos gerados por computador de Doctor Who, ganhou o Prêmio Royal Television Society de Arte e Design por seu trabalho no episódio.